# Ерёмин, Николай Яковлевич

Могила на Валериановском клабдище

Никола́й Я́ковлевич Ерёмин (19 октября 1931, Барабановское, Уральская область — 17 мая 2006) — советский и российский инженер, менеджер. Директор Качканарского ГОКа с 1983 по 1995 год. Кандидат технических наук, полный кавалер знака «Шахтёрская слава», Заслуженный металлург Российской Федерации.

## Биография
Родился 19 октября 1931 года в селе Барабановское. В 1954 году окончил Свердловский горный институт по специальности «горный инженер-обогатитель». После окончания института по распределению был направлен на работу на Мундыбашскую аглофабрику, входившую в то время в состав Кузнецкого металлургического комбината. Начал работать мастером, в августе 1960 года был назначен начальником цеха обогащения.
В январе 1961 года начал работать на Качканарском ГОКе. В 1962—1968 годах занимал должность начальника обогатительной фабрики, осуществлял запуск комплекса оборудования с получением первого качканарского концентрата в июне 1963 года. 6 сентября 1968 года был назначен главным инженером комбината. Под его руководством была осуществлена реконструкция обогатительной фабрики с повышением её производительности и внедрением нового оборудования, а также реконструкция обжиговых машин с увеличением производительности цеха окатышей с 2,8 до 4,9 млн т в год.
В 1973 году в Магнитогорском горно-металлургическом институте Николай Яковлевич защитил диссертацию с присвоение учёной степени кандидата технических наук. Он является автором более 30 изобретений, награждён серебряной и золотой медалями ВДНХ. В 1976 году в Средне-Уральском книжном издательстве вышла книга авторства Н. Я. Ерёмина и И. С. Грачёва «Новь горняков Качканара», рассказывающая о трудностях запуска в эксплуатацию одного из крупнейших горно-обогатительных комбинатов страны.
16 мая 1983 года Н. Я. Ерёмин был назначен директором Качканарского ГОКа, а 16 января 1989 года — генеральным директором. 28 ноября 1990 года приказом Министерства чёрной металлургии СССР Ерёмин получил полномочия для преобразования предприятия в акционерное общество, которое было зарегистрировано 16 марта 1993 года под наименованием «Качканарский ГОК „Ванадий“». В феврале 1995 года Ерёмин был избран председателем совета директоров общества, передав кресло генерального директора В. Б. Молчанову.
Коллеги отмечали демократичный и доверительный стиль руководства Ерёмина, что не мешало достижению высоких результатов. Он внёс существенный вклад в обновление оборудования комбината, внедрение новых технологий, что позволило увеличить объёмы переработки руды с 33 до 45 млн т в год. Возглавив предприятие в период перестройки, Николай Яковлевич стал его первым постсоветским директором, не допустив существенного снижения производительности в переходный период. В 1995 году за заслуги в управлении Качканарским ГОКом и вклад в горно-металлургическую отрасль страны Николай Яковлевич был удостоен звания «Заслуженный металлург Российской Федерации».
Работу на комбинате Ерёмин совмещал с общественной, будучи депутатом городского Совета и членом исполкома горсовета. Он принимал участие в спартакиадах комбината по лыжным гонкам, занимая призовые места в своей возрастной категории. В конце 1980-х годов при участии Н. Я. Ерёмина строились горнолыжные трассы на склонах горы Качканар.
Скончался 17 мая 2006 года.

## Награды
- Медаль «За трудовое отличие» (1966)[15]
- Орден «Знак Почёта» (1971)[1][7][16]
- Орден Трудового Красного Знамени (1973)[1][7][17]
- Золотая медаль ВДНХ (1976)[18][7]
- Серебряная медаль ВДНХ (1980)[18][7]
- Орден Октябрьской Революции (1982)[1][7][19]
- Знак «Шахтёрская слава» трёх степеней (1981, 1985, 1990)[1][7]
- Заслуженный металлург Российской Федерации (1995)[7][1]
- Почётный гражданин города Качканара (2003)[7]